# Montmajor (kommun)
Montmajor är en kommun i Spanien.   Den ligger i provinsen Província de Barcelona och regionen Katalonien, i den östra delen av landet, 500 km öster om huvudstaden Madrid. Antalet invånare är 473. Arean är 77 kvadratkilometer. Montmajor gränsar till Guixers, Navès, Fígols, Castellar del Riu, Capolat, L'Espunyola, Montclar, Viver i Serrateix och Cardona. 
Terrängen i Montmajor är huvudsakligen kuperad, men åt sydväst är den platt.